# Mistrzostwa NCAA Division I w Zapasach w 1986
Mistrzostwa NCAA Division I w zapasach rozgrywane były w Iowa City w dniach 13–15 marca 1986 roku. Zawody odbyły się w Carver–Hawkeye Arena, na terenie Uniwersytetu Iowa.

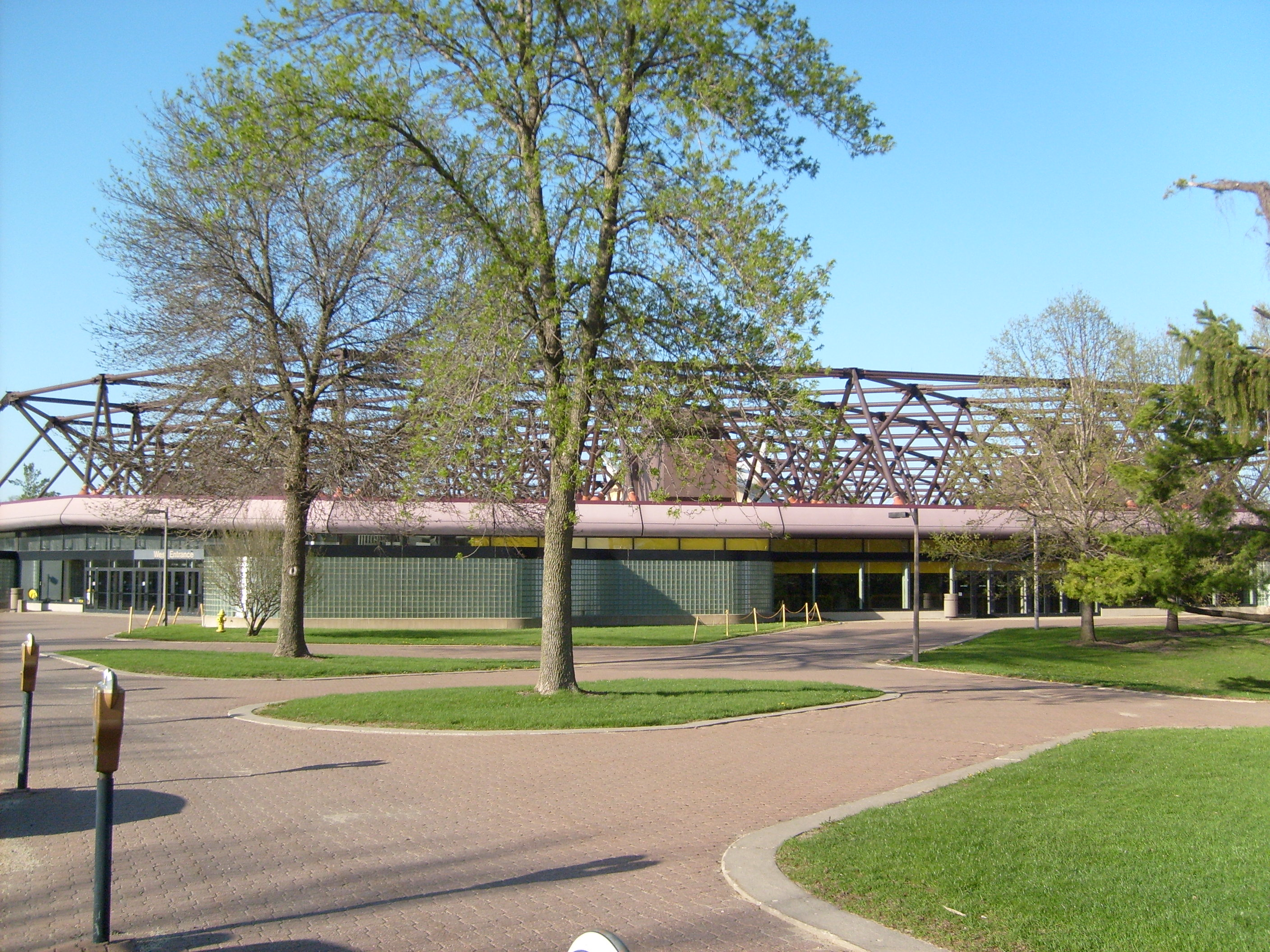
Carver–Hawkeye Arena

- Outstanding Wrestler – Marty Kistler

## Wyniki

### Drużynowo
| Kolejność | Szkoła                        | Zespół        |
| --------- | ----------------------------- | ------------- |
| 1.        | University of Iowa            | Hawkeyes      |
| 2.        | University of Oklahoma        | Sooners       |
| 3.        | Oklahoma State University     | Cowboys       |
| 4.        | Iowa State University         | Cyclones      |
| 5.        | Pennsylvania State University | Nittany Lions |
| 6.        | University of North Carolina  | Tar Heels     |
| 7.        | Bloomsburg University         | Huskies       |
| 8.        | Arizona State University      | Sun Devils    |

### All American

#### 118 lb
| Lp. | Zawodnik       | Szkoła         |
| --- | -------------- | -------------- |
| 1.  | Ricky Bonomo   | Bloomsburg     |
| 2.  | Al Palacio     | North Carolina |
| 3.  | Ed Giese       | Minnesota      |
| 4.  | Jim Martin     | Penn State     |
| 5.  | Mark Schwab    | Northern Iowa  |
| 6.  | Eddie Woodburn | Oklahoma State |
| 7.  | Joe Melchiore  | Oklahoma       |
| 8.  | Alfred Castro  | Utah State     |

#### 126 lb
| Lp. | Zawodnik        | Szkoła            |
| --- | --------------- | ----------------- |
| 1.  | Brad Penrith    | Iowa              |
| 2.  | Dennis Semmel   | Army              |
| 3.  | Steve DePetro   | Northwestern      |
| 4.  | Brad Gustafson  | Brigham Young     |
| 5.  | Alan Grammer    | SIUE Edwardsville |
| 6.  | Cordel Anderson | Utah State        |
| 7.  | Don Horning     | Kent State        |
| 8.  | Rocky Bonomo    | Bloomsburg        |

#### 134 lb
| Lp. | Zawodnik      | Szkoła         |
| --- | ------------- | -------------- |
| 1.  | Jim Jordan    | Wisconsin      |
| 2.  | Greg Randall  | Iowa           |
| 3.  | David Ray     | Edinboro       |
| 4.  | Leo Bailey    | Oklahoma State |
| 5.  | Tim Cochran   | Tennessee      |
| 6.  | Phil Callahan | Illinois       |
| 7.  | Dan Matauch   | Michigan State |
| 8.  | Kyle Nellis   | Pittsburgh     |

#### 142 lb
| Lp. | Zawodnik        | Szkoła          |
| --- | --------------- | --------------- |
| 1.  | Kevin Dresser   | Iowa            |
| 2.  | Peter Yozzo     | Lehigh          |
| 3.  | Jeff Gibbons    | Iowa State      |
| 4.  | Luke Skove      | Oklahoma State  |
| 5.  | John Effner     | Indiana State   |
| 6.  | Pat Santoro     | Pittsburgh      |
| 7.  | Darrel Nerove   | Army            |
| 8.  | Dave Zahoransky | Cleveland State |

#### 150 lb
| Lp. | Zawodnik      | Szkoła               |
| --- | ------------- | -------------------- |
| 1.  | Jim Heffernan | Iowa                 |
| 2.  | Adam Cohen    | Arizona State        |
| 3.  | Scott Turner  | North Carolina State |
| 4.  | Joey McKenna  | Clemson              |
| 5.  | Tim Krieger   | Iowa State           |
| 6.  | Jeff Cardwell | Oregon State         |
| 7.  | Vince Silva   | Oklahoma State       |
| 8.  | Jeff Mills    | Central Michigan     |

#### 158 lb
| Lp. | Zawodnik        | Szkoła               |
| --- | --------------- | -------------------- |
| 1.  | Jude Skove      | Ohio State           |
| 2.  | Greg Elinsky    | Penn State           |
| 3.  | Rob Koll        | North Carolina State |
| 4.  | Johnny Johnson  | Oklahoma             |
| 5.  | Royce Alger     | Iowa                 |
| 6.  | Ardeshir Asgari | Cal State Fullerton  |
| 7.  | Dave Lilovich   | Purdue               |
| 8.  | Jeff Clutter    | Northern Iowa        |

#### 167 lb
| Lp. | Zawodnik         | Szkoła                |
| --- | ---------------- | --------------------- |
| 1.  | Marty Kistler    | Iowa                  |
| 2.  | Mark Van Tine    | Oklahoma State        |
| 3.  | Mike Van Arsdale | Iowa State            |
| 4.  | John Laviolette  | Oklahoma              |
| 5.  | Dave Lee         | Stanford              |
| 6.  | Darryl Pope      | Cal State Bakersfield |
| 7.  | Brad Lloyd       | Lock Haven            |
| 8.  | Fred Little      | Fresno State          |

#### 177 lb
| Lp. | Zawodnik          | Szkoła                |
| --- | ----------------- | --------------------- |
| 1.  | Melvin Douglas    | Oklahoma              |
| 2.  | Wayne Catan       | Syracuse              |
| 3.  | Marvin Jones      | Cal State Bakersfield |
| 4.  | Rico Chiapparelli | Iowa                  |
| 5.  | Dave Mariola      | Michigan State        |
| 6.  | Reggie Wilson     | Oklahoma State        |
| 7.  | Mark Tracey       | California Poly-State |
| 8.  | John Ginther      | Arizona State         |

#### 190 lb
| Lp. | Zawodnik          | Szkoła        |
| --- | ----------------- | ------------- |
| 1.  | Duane Goldman     | Iowa          |
| 2.  | Dan Chaid         | Oklahoma      |
| 3.  | Koln Knight       | Augustana     |
| 4.  | Mark Coleman      | Miami Ohio    |
| 5.  | Paul Diekel       | Lehigh        |
| 6.  | Scott Rechsteiner | Michigan      |
| 7.  | Dave Dewalt       | Delaware      |
| 8.  | Wade Ayala        | Montana State |

#### UNL
| Lp. | Zawodnik          | Szkoła           |
| --- | ----------------- | ---------------- |
| 1.  | Kirk Trost        | Michigan         |
| 2.  | John Heropoulos   | Iowa State       |
| 3.  | Gary Albright     | Nebraska–Lincoln |
| 4.  | Tom Erikson       | Oklahoma State   |
| 5.  | John Potts        | Toledo           |
| 6.  | Dean Hall         | Edinboro         |
| 7.  | Rocco Liace       | Arizona State    |
| 8.  | Emanuel Yarbrough | Morgan State     |